# Orden de canónigos regulares

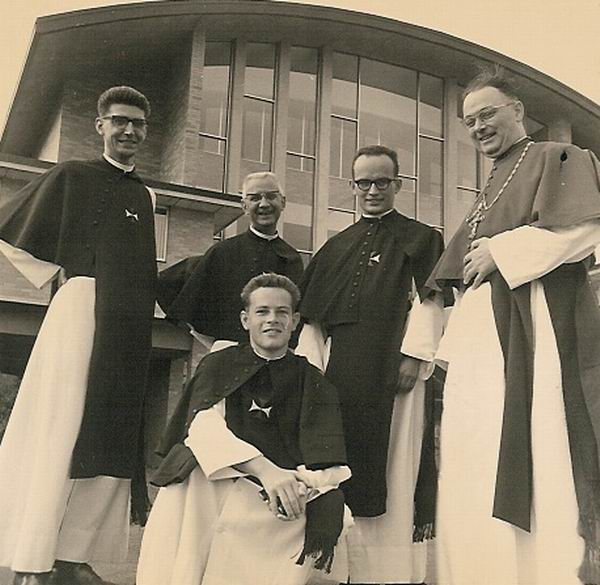
Fotografía de varios canónigos regulares de la Orden de la Santa Cruz en 1964.

Una orden de canónigos regulares (u Ordo Canonicorum Regularium en latín) es una orden religiosa católica formada por canónigos (es decir, sacerdotes) de una comunidad (una canonjía, una catedral, etc.) que observan la vida en común, según una regla, y la combinan con el oficio clerical y la vida apostólica. Las ramas femeninas son las llamadas canónigas.
Su origen está en los capítulos catedralicios, donde los canónigos formaron comunidades viviendo juntos. Mayoritariamente, siguieron la Regla de San Agustín. Fueron el origen de algunas órdenes monásticas, que imitaron su manera de vivir.
No son comunidades monásticas, ya que el objetivo no es la vida contemplativa ni el «alejamiento del mundo», sino el ministerio público de los sacramentos y el apostolado. Tampoco son clérigos regulares, ya que al contrario de estos, los canónigos regulares están vinculados a un lugar y una comunidad determinada y rezan la liturgia de las horas en comunidad. Los canónigos seculares, por el contrario, pertenecen a una comunidad de sacerdotes vinculada a una iglesia, pero no han hecho voto de vivir en comunidad.

## Historia
Los orígenes de las comunidades canónicas han sido discutidos. Algunos autores, como Joachin Márquez, sostienen que se originan hacia 1100.[cita requerida] Se sabe que el año 763, Crodegango, obispo de Metz, reunió a los clérigos de la catedral a su alrededor, viviendo en comunidad y bajo una regla y una disciplina que quedaron recogidas en los concilios de Aquisgrán de 789 y de Maguncia de 813. Las primeras comunidades canónicas remontaban sus orígenes a san Agustín de Hipona, que en algunos escritos expone este tipo de comunidad como modelo de vida.

### Precedentes
En los primeros siglos de la Iglesia, se daban dos maneras de vida consagrada:el ordo canonicus y el ordo monasticus. Entre los siglos III e IV aparecieron los eremitas o anacoretas y, poco después, los monjes, dedicados, unos en solitario y otros en comunidad, pero apartados del mundo, a la plegaria y al cultivo de la perfección de la vida espiritual. En el otro extremo, los sacerdotes, inmersos de pleno a la sociedad, se dedicaban al cuidado de las almas de sus parroquias y a las tareas pastorales, en más de colaborar en las actividades del obispo de su diócesis.
También hay constancia de comunidades de clérigos establecidas en diversos lugares, como la de san Marcos en Alejandría, san Crescencio en la Galia, san Saturnino de Tolosa en España o san Materno en Alemania. Igualmente, san Eusebio en Vercelli y san Ambrosio en Milán animaron estas comunidades canónicas en los capítulos de las catedrales respectivas. Según eso, san Agustín solo dejó constancia de la existencia de las comunidades y contribuyó a restaurarlas y a promoverlas.
Agustín valoraba positivamente el estilo de vida en común de los monjes y las posibilidades de enriquecimiento espiritual que comportaba; propuso a sus escritos que los sacerdotes de una diócesis se reunieran y vivieran en comunidad secundum regulam sub sanctis Apostolis constitutam ("según la regla establecida por los santos apóstoles"), siguiendo una regla de vida, combinando y conciliando la plegaria y la vida monástica con la vida apostólica: era el que llamaba "un monasterio de clérigos", que llevaría en la práctica el proyecto de vida comunitaria de los primeros cristianos de Jerusalén, descrito en los Hechos de los Apóstoles, 42-44.
Generalmente, durante la Edad Media se remontaba el origen de las comunidades a estos precedentes apostólicos y, en cuestiones de precedencia, se daba la primacía a los canónigos regulares por encima de los benedictinos, considerada como la primera orden monástica vigente como tal.

### Consolidación y división en elsigloXI
Las comunidades de canónigos regulares estaban compuestas por canónigos que seguían una regla de vida en común. Vivían juntos en una domus canonica o residencia y estaban inscritos al elenco o lista (canon) de una iglesia local, donde hacían su servicio.
Ivón, obispo de Chartres promovió la orden en Italia mediante la Congregación del Beato Pedro de Honestis y la Congregación de San Rufo. A partir del Sínodo Romano de 1059 se separaron los canónigos seculares (canonici saeculares, de la diócesis, que vivían cada uno separado de los otros) y los regulares (canonici regulaste, que vivían en comunidad y seguían una regla). Los canónigos regulares, mediante diversas reformas, adquirieron una identidad diferenciada, con un carisma propio: ajustarse a las normas y costumbres de vida de los Santos Padres siguiendo la Regla de San Agustín.
En tiempo de la reforma gregoriana recibió su estatuto canónico de manos del papa Urbano II (1088-99), recogiendo las experiencias de los canónigos de san Rufo de Aviñón, fundados en 1039.
Los siglos XI y XII son el periodo de mayor florecimiento de las comunidades canónicas, que disfrutaban de un grado de autonomía considerable. Las principales congregaciones serán:
- la del Santísimo Salvador Lateranense o de canónigos lateraneses que en la actualidad (2011) están en Italia, Polonia, Reino Unido, Francia-Bélgica-Holanda, Brasil, España, República Dominicana, Puerto Rico, Argentina y República centro Africana;
- la de San Rufo de Aviñón, que tuvo un fuerte influjo en Cataluña: san Olegario fue abad de la orden antes de ser obispo de Barcelona;
- la de san Bernardo de Menton, en los Alpes (1081), famosa por sus hospitales de montaña;
- la de Marbach (1094), cuya regla fue aceptada por muchas de las canónigas alemanas;
- la de San Antonio de Viena (1095), orden hospitalaria;
- la de San Víctor (1110), cerca de París, cuna de la escuela teológica y mística victoriana;
- la del Santo Sepulcro, fundada en 1114 y que en 1489 se unió a los Hospitalarios de San Juan;
- la de San Mauricio de Agaune, en Suiza (1124);
- la de San Eloy de León, que en 1170 se incorporó a los caballeros de Santiago;
- la de los gilbertinos de San Gilberto de Inglaterra (1189);
- la de Windesheim, en 1387, fundamental para el movimiento de la devotio moderna.
- Canónigos regulares de la Orden de la Santa Cruz, Crosiers, 1210, Bélgica.

La Regla tenía en el siglo XI diversas redacciones que dio lugar a congregaciones diversas. La primera habla del ordo monasterii y dio origen al llamado ordo novus (ya que fue el último que se aplicó), de una gran austeridad monástica, donde se integran los premonstratenses, los Canónigos de San Rufo o los Canónigos de Arrouaise. La segunda solo incluía la regla y no era tan rigurosa y dio lugar a ordo antiquus, que habían seguido los canónigos lateranenses o los de San Mauricio.
Pronto surgieron polémicas en torno a la interpretación de la regla. Los canónigos del ordo antiquus vivían en una austeridad moderada, mientras que los del ordo novus promovían una severidad mayor siguiendo al modelo cisterciense: abstinencia perpetua, ayuno continuado, etc. El ordo antiquus se impuso en el sur de Europa, mientras que ordo novus se difundió más a las zonas rurales del norte de Europa. Después de diversos intentos de otros papas, Inocencio II impuso en 1137 que se abandonara el ordo novus y se adoptara por todas partes la regla menos rígida.

## Actualidad
Los canónigos regulares son, hoy, orden religiosa católica con menos miembros. Aunque, en el siglo XX, un sector de los sacerdotes han clamado por la necesidad de una vida comunitaria, eso no ha implicado el retorno a las comunidades canónicas. Las que hay tienen una naturaleza a medio camino entre las comunidades monásticas y las sociedades de vida apostólica e incluyen no solo sacerdotes, sino también laicos coadjutores.
Las órdenes de canónigos regulares existentes hoy son:
- Canónigos regulares de la Orden de la Santa Cruz (Crosiers) fundada en 1210 en la actual Bélgica por el Beato Teodoro de Celles. Canons Regular of the Order of the Holy Cross.
- Canónigos regulares de san Agustín confederados (Sacer te Apostolicus Ordo Canonicorum Regularium Sancti Augustini), una federación formada por Juan XXIII en 1959 de la cual forman parte las congregaciones: del Santísimo Salvador de Letrán, con una rama austríaca unida el año 1907 (los Canónigos Regulares de la Congregación Lateranense Austriaca); la de san Mauricio de Agaune y la de san Bernardo de Menton, en las que se unieron posteriormente Windesheim, reconstituida el año 1961; los canónigos de la Immaculada Concepción, fundada en 1866; los canónigos regulares Hermanos de la Vida Común; los de san Víctor; los canónigos de María Madre del Redentor
- Canónigos regulares Premonstratenses;
- Canónigos regulares de la Orden Teutónica; (actualmente de la Iglesia Reformada)
- Canónigos regulares de la Orden de la Santa Cruz; (de la iglesia Anglicana)
- Canónigos de la Santa Cruz de la Estrella Roja.

Entre las órdenes canónicas ya extinguidas, además de los ya citados, están: canónigos regulares de San Antonio, canónigos regulares de Santa Maria in Oporto, Canónigos regulares de San Giorgio in Alga, canónigos regulares de san Juan Evangelista, canónigos regulares de Val-des-Écoliers y otros.
Muchas de estas ramas tuvieron la correspondiente rama femenina. Hoy sobreviven las congregaciones: Lateranenses de san Agustín (con dos federaciones la española y la italiana), del Santo Sepulcro, de San Víctor, de Windesheim-Letrán, a las cuales hay que añadir las Hospitalarias de la Misericordia de Jesús (con una rama francesa y otra canadiense autónomas) y de la congregación del Santo Espíritu de Sajonia (Polonia).